# Хайншпиц
Хайншпиц (нем. Hainspitz) — община в Германии, в земле Тюрингия. 
Входит в состав района Заале-Хольцланд. Подчиняется управлению Айзенберг (Тюринген).  Население составляет 718 человек (на 31 декабря 2010 года). Занимает площадь 5,28 км².